# 게이세이 나리타 공항선
게이세이 전철 나리타 공항선(京成成田空港線)은 2010년 7월 17일 개통된 게이세이 전철의 노선이다. 나리타 스카이액세스(일본어: 成田スカイアクセス)라는 애칭으로 불리기도 한다.

## 역사
- 2010년 7월 17일 개통

## 주요 정차역
- 나리타유카와 역

## 차량
- AE형 (스카이라이너)
- 3050형 (액세스 특급)

## 역 목록
| 역 번호 | 역명                      | 일어 역명                | 엑 특 | 스 라 | 접속 노선                                                                                       | 역간 거리 | 누적 거리 | 소재지   | 소재지     |
| ------- | ------------------------- | ------------------------ | ----- | ----- | ----------------------------------------------------------------------------------------------- | --------- | --------- | -------- | ---------- |
| KS 10   | 게이세이타카사고          | 京成高砂                 | ●     | │     | 본선 (KS 10, 아오토 방면 직결 운행), 가나마치 선 (KS 10), 호쿠소 철도 호쿠소 선 (KS 10)         |           | 0.0       | 도 쿄 도 | 가쓰시카구 |
|         | 히가시마쓰도              | 東松戸                   | ●     | │     | 호쿠소 철도 호쿠소 선 (HS 05), 무사시노 선 (JM 13)                                              | 7.5       | 7.5       | 지 바 현 | 마쓰도시   |
|         | 신카마가야                | 新鎌ヶ谷                 | ●     | │     | 호쿠소 철도 호쿠소 선 (HS 08), 신케이세이 전철 신케이세이 선 (SL 11), 도부 철도 노다 선 (TD-30) | 5.2       | 12.7      | 지 바 현 | 가마가야시 |
|         | 지바뉴타운추오            | 千葉ニュータウン中央     | ●     | │     | 호쿠소 철도 호쿠소 선 (HS 12)                                                                   | 11.1      | 23.8      | 지 바 현 | 인자이시   |
|         | 인바니혼이다이            | 印旛日本医大             | ●     | │     | 호쿠소 철도 호쿠소 선 (HS 14)                                                                   | 8.5       | 32.3      | 지 바 현 | 인자이시   |
| KS 43   | 나리타유카와              | 成田湯川                 | ●     | │     |                                                                                                 | 8.4       | 40.7      | 지 바 현 | 나리타시   |
|         | 나리타 고속 철도선 접속점 | 成田空港高速鉄道線接続点 | │     | │     | 2.3                                                                                             | 43.0      |           | 지 바 현 | 나리타시   |
|         | 신네코야 신호장           | 新根古屋信号場           | │     | │     |                                                                                                 |           |           | 지 바 현 | 나리타시   |
|         | (본선 접속점)             | （本線接続点）           | │     | │     | 6.9                                                                                             | 49.9      |           | 지 바 현 | 나리타시   |
| KS 41   | 공항 제2빌딩              | 空港第2ビル              | ●     | ●     | 본선 (KS 41, 직결 운행), 나리타선 (JO 36)                                                       | 0.5       | 50.4      | 지 바 현 | 나리타시   |
| KS 42   | 나리타 공항               | 成田空港                 | ●     | ●     | 본선 (KS 42), 나리타선 (JO 37)                                                                  | 1.0       | 51.4      | 지 바 현 | 나리타시   |

- 엑특 : 엑세스특급 정차역
- 스라 : 스카이라이너 정차역
- 보통 열차는 이 노선에서 운행하지 않고 본선에서 운행한다.
- 게이세이타카사고 - 인바니혼이다이 구간은 호쿠소 철도 호쿠소 선과 중복되며, 호쿠소 선이 이 노선의 완행 역할을 한다.